# Худ, Александр, 1-й виконт Бридпорт
Александр Худ, 1-й виконт Бридпорт (англ. Alexander Hood, 1st Viscount Bridport, 2 декабря 1726 — 2 мая 1814) — адмирал Королевского флота эпохи Французских революционных и Наполеоновских войн, член Парламента 1784—1796, брат адмирала Самуэля Худа.

## Начало карьеры
Поступил на флот в январе 1741 года. В 1746 году произведён в чин лейтенанта, служил на HMS Bridgewater, затем на других кораблях. В 1756 году произведён в капитаны. Был флаг-капитаном у контр-адмирала Чарльза Сондерса: на HMS Prince, затем на HMS Minerva.
Во время Семилетней войны, служил по-прежнему капитаном HMS Minerva, был при Кибероне. В 1761 году отбил у французов 60-пушечный Warwick, захваченный ими в 1756 году. С 1761 по 1763 годы командовал линейным кораблём HMS Africa на Средиземном море.

## Американская революционная война
В 1778 году, во время Американской революционной войны, назначен на HMS Robust. Участвовал в бою у острова Уэссан. В результате этого боя адмиралу Кеппелю было назначено разбирательство. Свидетельствуя перед комиссией, Худ выступил в защиту Кеппеля. Несмотря на общественное мнение, настроенное против адмирала, это не повредило карьере Худа.
26 сентября 1780 года произведён в контр-адмиралы белого флага, служил флаг-офицером на HMS Queen у адмирала Хау. Участвовал в снятии блокады с Гибралтара. Некоторое время был депутатом Палаты представителей Парламента. 24 сентября 1787 года был произведён в чин вице-адмирала синего флага, 21 сентября 1790 года — в чин вице-адмирала белого флага, а 1 февраля 1793 года — чин вице-адмирала красного флага. В 1788 году Худ был награждён орденом Бани. В 1790 году, во время так называемого «испанского вооружения», снова ненадолго поднял вице-адмиральский флаг.

## Французские Революционные и Наполеоновские войны
С началом войны против Франции в 1793 году снова пошёл на службу в море. 1 июня 1794 года при Славном Первом июня, был вторым заместителем командующего, держа флаг на HMS Royal George. За заслуги в этом сражении был пожалован в пэры Ирландии и пожалован титулом барона Бридпорта.
После этого, формально подчиняясь Флоту Канала, он имел практически отдельное командование. 23 июня 1795 года, во главе эскадры (флагман HMS Queen Charlotte) дал бой у острова Груа французскому адмиралу Вилларе-Жуайёзу. Исход боя остался неопределённым: 3 французских корабля захвачено, французская эскадра сохранила боеспособность. На флоте его немало осуждали за упущенный шанс разгромить противника. Но британская публика сочла бой победой, и Худ был произведён в пэры Англии и 1 января 1801 года получил почётный титул Вице-адмирала Англии.
С 1795 года и до отставки в 1800 году командовал Флотом Канала. В 1796—1797 годах предпочитал командовать из Лондона, проводя политику дальней блокады. Только в критических случаях переносил флаг на корабль. Так, во время мятежа в Спитхеде сумел овладеть ситуацией на HMS Royal George, вышел в море и в одиночку продолжал блокаду.
После подавления мятежа вывел флот в море, и с 1798 года лично командовал блокадой Бреста. В 1800 году был сменён в должности графом Сент-Винсентом. 26 августа 1800 года лорд Бридпорт был назначен генералом королевской морской пехоты, а 9 ноября 1805 года произведён в чин адмирала красной эскадры.

## Отставка и наследие
Остаток войн провёл в отставке, вдали от Лондона. По совокупности заслуг был пожалован титулом виконта (пэрство Великобритании). Его английское виконтство прервалось. Ирландское баронство перешло к младшей ветви в семье его брата, за которой виконтство было восстановлено в 1868 году.

## Образ в кино
- Мятеж на «Баунти» (фильм, 1935)
- «Баунти» (1984)